# Plumatella geimermassardi
Espèce
 Plumatella geimermassardi  est une espèce décrite scientifiquement, par Wood & Okamura en 2004,. C'est l'une de la petite centaine d'espèces de bryozoaire d'eau douce  (74 espèces de phylactolaemates et  20 gymnolaemates selon les données revues par J.A. Massard & G. Geimer en 2008) au sein de la famille des Plumatellidae.

## Dénomination
- Son nom de genre (Plumatella) provient du fait que, vu de près, ses polypes donnent à une colonie dense un aspect « plumeux » ;
- Son nom d'espèce est « geimermassardi » nom qui est une référence honorifique faite aux deux spécialistes européens des bryozoaires J. A. Massard et G. Geimer.

## Identification  taxonomiques
L’espèce ne peut pas être identifiée facilement et a été longtemps confondue avec P. repens ou d'autres espèces lui ressemblant. Les critères d’identifications sont la taille, la forme et les motifs de ses propagules (statoblastes), flottoblastes (statoblastes à anneau flottant) qui doivent être observés au microscope optique ou au microscope électronique.

## Habitat
cette espèce a déjà été trouvée dans des rivières, bras mort et étangs

## En Europe et en France
la répartition de cette espèces est encore mal connue, mais elle a n'a à ce jour été signalée qu'en Europe (Royaume-Uni, Irlande, sud de la Norvège, Belgique, Nord de l'Allemagne, Italie et France).
Elle n'a été que récemment détectée en France métropolitaine, sous la forme d'une colonie rampante observée dans un bras mort de l'Isle, dans un milieu où avait également été identifié (deux ans plus tôt) la première colonie de Plumatella repens pour toute la Dordogne. Cette découverte a fait passer le nombre d'espèces de bryozoaires d'eau douce de 12 à 13 en France.

### Guide ou clés de détermination
- Mundy - Clé de détermination des bryozoaires anglais et européens
- Wood II - Nouvelle clé de détermination des bryozoaires anglais, irlandais et d'Europe continentale (A new key to the freshwater bryozoans of Britain, Ireland and Continental Europe)
- Massard, J. A., & Geimer, G. (2008). Global diversity of bryozoans (Bryozoa or Ectoprocta) in freshwater: an update ; Bulletin de la Société des naturalistes luxembourgeois, 109, 139-148